# Sant Bartomeu del Portell
Sant Bartomeu del Portell és una obra de Crespià (Pla de l'Estany) protegida com a bé cultural d'interès local.

## Descripció
Per accedir a l'ermita de Sant Bartomeu cal arribar a la plaça Major de Crespià. Al costat de ponent, surt un camí pedregós que enfila fins al dipòsit municipal d'aigua. Aquí hi ha de nou una senyalització, vers un camí que voreja el curs del Fluvià, pel Puig Portell. Finalment, s'arriba a un camp de conreu davant del qual hi ha un serrat cobert de bosc, on hi ha l'església de Sant Bartomeu. Un camí a peu hi condueix en 5 minuts.
Església antigament d'una nau, de capçalera semicircular i amb dues capelles laterals en el transsepte. La base del mur de la façana occidental, com els vestigis de la porta d'accés, corresponen a una reforma tardana dels segles XVI-XVII. L'església no conserva la seva coberta. Al centre de l'absis s'identifica part d'una finestra de doble esqueixada. L'absis s'obre a partir d'un plec doble en degradació. La capella septentrional del transsepte és la més ben preservada. S'hi pot veure l'arrencament de la volta de mig punt, una finestra d'una esqueixada amb llinda d'arc retallat i una obertura rectangular esbiaixada. La capella meridional evidencia una coberta de volta amb un cos afegit, avui difícil de veure entre l'espessa vegetació. Segurament es tractava d'una sagristia. Entre el transsepte i l'inici de la nau es conserva la base de l'arc toral. L'aparell no és del tot homogeni en tota l'obra d'origen romànic, però
majoritàriament són carreus de travertí ben tallats i repicats, disposats en filades.

## Història
Les característiques constructives de Sant Bartomeu mostren una obra romànica avançada de finals del segle xii o XIII. Montsalvatge la va identificar com Sant Bartomeu de Basset, topònim citat en un document de 1397. El 1514 la trobem citada en les actes de visites pastorals i ja a mitjan segle xvi era en ruïnes i per aquest motiu fou reconstruïda entre els anys 1557 i 1573. El 1776 es mantenia dempeus, però l'any 1828 ja consta com a totalment derruïda. Se sap que l'any 1661 un ermità en tenia cura conjuntament amb el Santuari de Sant Miquel de la Roca. Els anys 1982 i 1983 es dugueren a terme en l'església uns camps de treball per tal de desenrunar el seu interior. Foren recuperats alguns elements originaris de l'església romànica.